# جائزة التشيك الكبرى للدراجات النارية 2001
جائزة التشيك الكبرى للدراجات النارية 2001 هو سباق دراجات نارية أقيم بتاريخ 26 أغسطس 2001 في حلبة برنو. كان الجولة العاشرة من أصل 16 في سباق الجائزة الكبرى للدراجات النارية موسم 2001. فاز الإيطالي فالنتينو روسي بفئة 500 سي سي.

## وصلات خارجية
- الموقع الرسمي